# Tharra gressitti
Tharra gressitti är en insektsart som beskrevs av Nielson 1975. Tharra gressitti ingår i släktet Tharra och familjen dvärgstritar. Inga underarter finns listade i Catalogue of Life.